# Encenall
|  | No s'ha de confondre amb Serradures. |

|  | No s'ha de confondre amb Entremès. |

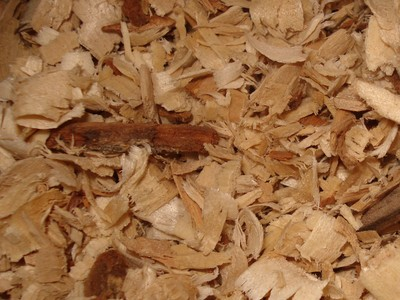
Encenalls de cedre per al reciclatge.

L'encenall  o la borumballa és un fragment de material residual en forma de llenca o làmina corbada o espiral que es desprèn emprant un ribot o altres eines, com ara una garlopa o una broca, en fer treballs d'aplanament, raspallatge, desbastatge o perforació, sobre fusta. Se sol considerar un residu de les indústries de la fusta, però té aplicacions variades.
Rep també els noms de floc o floquí.
Se'n diu tafetà al Pallars, Tremp, a l'Urgell, Lleida, Manresa i Tarragona.
Al País Valencià hi ha les variants barumballa, barrumballa, borrumballa, burumballa i caragol de fuster (també en tortosí al costat de barumballa i a Ulldecona).
A les Balears burballa i reganyol/reguinyol, en Lleidatà safatà, en rossellonès bolilla (semblant al valencià de Monòver boriol, al boliol del Carxe i al burriol de Pinós) o volilla, vorilla i voladura (o doladura, de Dolar: rebaixar, llevar gruix a un objecte amb un instrument de tall. GEC: Conjunt dels estellicons i les deixalles que es desprenen quan hom dola). També refiló a Tarragona i sarumballa/sorumballa en tortosí (provinent segons Joan Coromines de 'borumballa x sarandejar').

## Usos
Els encenalls de fusta, s'empren per a:
- elaboració de taules de fusta aglomerada
- embalatge i protecció de paquets
- material d'aïllament
- compost per jardineria.
- llit per a animals de companyia o bestiar

## Encenall de xocolata
També es denomina encenall de xocolata, encenall de Sant Josep o simplement encenalls, una peça de pastisseria molt popular, que està feta de farina amb ametlles i sucre, recoberta (o no) de xocolata, tot seguint una forma caragolada en espiral.